# سووتهمونت (کارولینای شمالی)
سووتهمونت (به انگلیسی: Southmont) یک محدوده ثبت‌نشده در شهرستان دیویدسن ایالت کارولینای شمالی کشور ایالات متحده آمریکا است که جمعیت آن در سرشماری سال ۲۰۱۰ میلادی، ۱٬۴۷۰ نفر بوده‌است.